# 리처드 크레이머

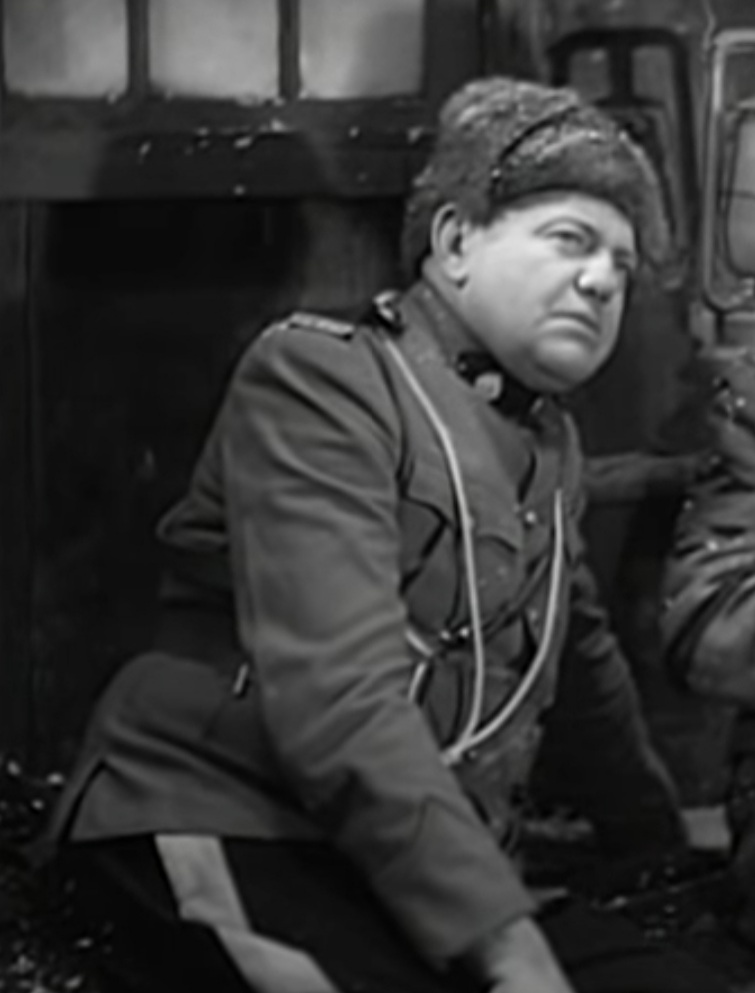

리처드 크레이머(Richard Cramer, 1889년 7월 3일 ~ 1960년 8월 9일)는 미국의 연극 배우, 영화배우이다.
브라이언에서 태어났으며 로스앤젤레스에서 사망하였다. 사인은 간경변이다.

## 영화
- 헐리우드 가는 길 (1947년)
- 돈 윈슬로 오브 더 코스트 (1943년)
- 샤도우 (1940년)
- 닷지 시티 (1939년)
- 헐리우드 파티 (1934년)
- 래스퓨틴 앤 더 엠프리스 (1932년)
- 플래티넘 블론드 (1931년)